# Juan de Borja Lanzol de Romaní starší
Juan de Borja (Borgia) Lanzol (Llançol) de Romaní starší, (1446 Valencia – 1. srpna 1503 Řím) byl člen španělské aristokracie, římskokatolický biskup a kardinál.

## Životopis
Juan de Borja (Borgia) pocházel z rodiny příbuzné s papeži Kalixtem III. a Alexandrem VI. (jeho otec byl bratrancem tohoto papeže). Velmi záhy přichází ze Španělska na římský papežský dvůr, již okolo roku 1480 byl apoštolským protonotářem a korektorem apoštolských listů papeže Sixta IV., v době pontifikátu Inocence VIII. se stal guvernérem města Říma. V roce 1483 byl zvolen arcibiskupem v Monreale. Roku 1492 jej Alexandr VI. jmenoval kardinálem s titulu sv. Zuzany a v letech 1493 – 1497 byl jmenován administrátorem olomouckého biskupství. Roku 1494 jako legát a latere korunoval neapolského krále Alfonsa II. Byl také biskupem ve Ferraře, Melfi a latinským patriarchou konstantinopolským. Působil jako diplomatický činitel ve službách papežství, byl velmi obratný, ale musel se z diplomacie stáhnout, aby nezastiňoval svého bratrance, papežova syna Cesara Borgiu. Roku 1500 byl jmenován papežským vicekancléřem, ale již roku 1503 náhle v Římě zemřel, je pochován ve vatikánské bazilice.